# Oryzomys nelsoni
Oryzomys nelsoni är en utdöd däggdjursart som beskrevs av Clinton Hart Merriam 1898. Oryzomys nelsoni ingår i släktet risråttor, och familjen hamsterartade gnagare. IUCN kategoriserar arten globalt som utdöd. Inga underarter finns listade i Catalogue of Life.
Pälsen på ovansidan hade en ockra till gulbrun färg och ansiktet var lite mörkare. Undersidans päls hade en vit färg. Det fanns fina gråa hår på öronens fram- och baksida. Svansen hade en brun ovansida och en gulaktig undersida. Den var tydlig längre än huvud och bål tillsammans. Tre exemplar var med svans 32 till 34 cm långa och svanskotorna hade tillsammans en längd av 18 till 19 cm.
Denna gnagare levde på ön Isla Maria Madre som tillhör ögruppen Islas Marias vid Californiaviken i Mexiko. Den vistades där i närheten av källor med en växtlighet av örter. Arten åt troligen frön, frukter som ligger på marken, ryggradslösa djur och fiskar.
Arten dog troligen ut på grund av att den inte klarade konkurrensen med den introducerade svartråttan (Rattus rattus).